# Данило Игнатьевич
Данило Игнатьевич (Данило Денисьевич) — богатырь, отец богатыря Михала Даниловича. По мнению Б. А. Рыбакова, былинный Данила и паломник Даниил, автор «Хождения» в Иерусалим — одно и то же лицо: дипломат, писатель, калика перехожий, а до ухода в монастырь — богатырь, совершивший целый ряд подвигов, сохранившихся в эпической памяти народа.

## Былинный сюжет
Данило был княжеским богатырём. На пиру у князя Владимира Старый богатырь Данило сидит невесел. На вопрос князя о причине грусти он говорит, что желал бы идти в монастырь душу спасать:

Ведь жил я у тя во Киеве да шестьдесят годов,
Как сносил я у тебя во Киеве да шестьдесят боёв…
А под старость мне-ка хочется кабы душа спасти…
Да наложить на собя скиму спасеную,
А постригтися мне к Федосью-Антонию в Пещер-монастырь.
— Григорьев А. Д. Архангельские былины..., с. 202
Князь спрашивает, на кого он оставляет Киев. Данило Игнатьевич отвечает, что за Киев будет стоять его малолетний сын Михайло Данилович. Далее идёт рассказ о подвигах сына. Выезжая против осадивших Киев татар, сын берёт благословение в монастыре у отца, который научает его, как достать богатырского коня, сбрую и прочее. Не дождавшись возвращения сына, Данило, беспокоясь о его судьбе, вооружается, выезжает из монастыря на поиски и встречает богатыря, которого принимает за убийцу своего сына и хочет убить. Оказывается, что богатырь — не узнанный им сын. Дело разъясняется, и Данила возвращается в монастырь.